# Zwartowo (Choczewo)
Zwartowo (deutsch Schwartow) ist ein Dorf im Verwaltungsbezirk Landgemeinde Choczewo (Chottschow, 1938–1945 Gotendorf) der polnischen Woiwodschaft Pommern und gehört zum Powiat Wejherowski (Neustädter Kreis).

## Geographische Lage
Das Kirchdorf liegt in Hinterpommern, etwa 120 Kilometer ostnordöstlich von Köslin, 17 Kilometer nordnordöstlich von Lauenburg i. Pom. und sieben Kilometer nordwestlich des Kirchdorfs Salino (Saulin). Durch das Dorf fließt ein Bach.

Schwartow, ostnordöstlich von Köslin, nordnordöstlich von Lauenburg in Pommern und südöstlich von Leba, auf einer Landkarte von 1910.

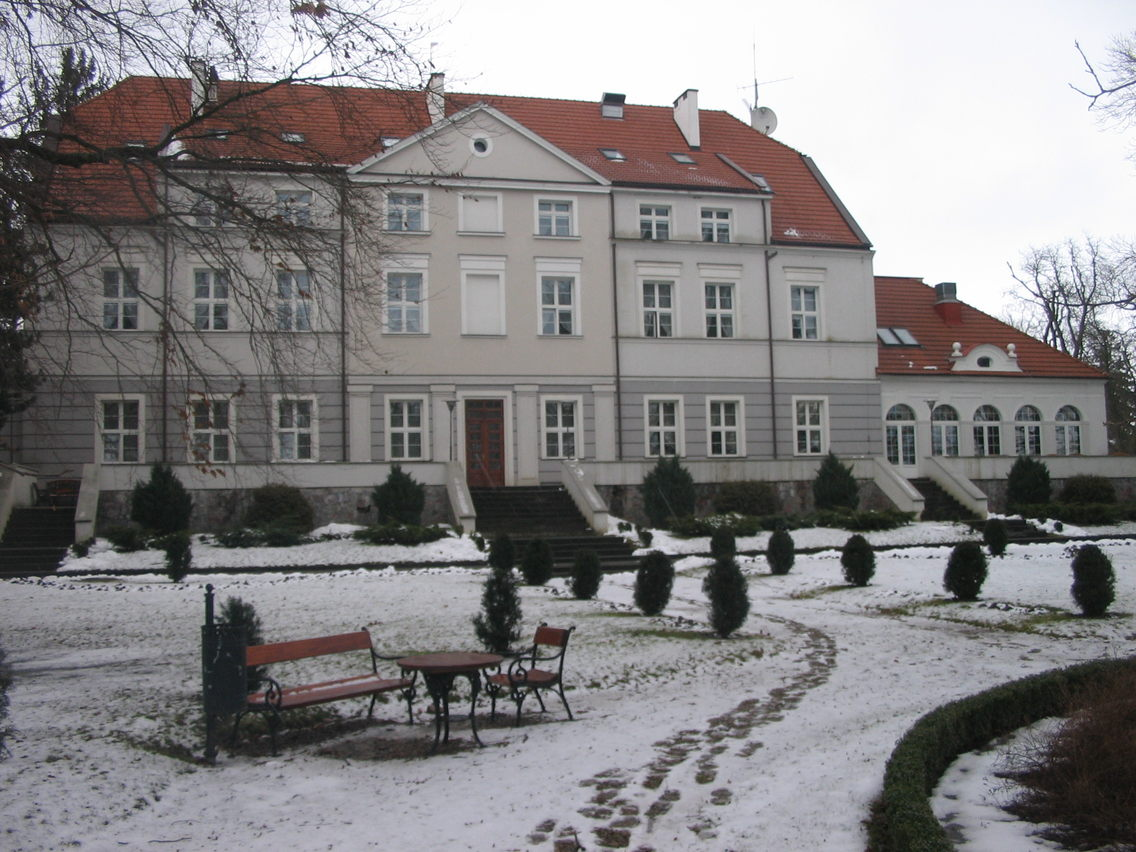
Ehemaliges Gutshaus Schwartow (2009)

## Geschichte
Um 1780 hatte der adlige Wohnsitz ein Vorwerk, eine Wassermühle, acht Bauernstellen, sieben Kossäten, einen Krug, eine Schmiede, einen Schulmeister, auf der Feldmark ein ‚Brille‘ genanntes Vorwerk und eine Schäferei, einen Eichen- und Buchenwald, eine zum Kirchspiel Saulin gehörige Filialkirche und 27 Feuerstellen (Haushaltungen); Besitzer der Ortschaft war Johann Friederich von Somnitz, der außerdem das Nachbardorf Schwartowke besaß.
Am 1. April 1927 hatte das Gut Schwartow eine Flächengröße von 2030 Hektar, und am 16. Juni 1925 hatte der Gutsbezirk 585 Einwohner. Am 30. September 1928 wurden die Landgemeinde Schwartowke und der Gutsbezirk Schwartow zur Landgemeinde Schwartow zusammengeschlossen.
Anfang der 1930er Jahre hatte die Landgemeinde Schwartow eine Flächengröße von 23 km². Innerhalb der Gemeindegrenzen standen insgesamt 72 bewohnte Wohnhäuser
an vier verschiedenen Wohnstätten:
1. Münsterhof
2. Schwartow
3. Schwartowke
4. Waldhof

Um 1935 gab es am Wohnort Schwartowke unter anderem zwei Gasthöfe, eine Spar- und Darlehnskasse, einen Gemischtwarenladen, eine Mühle, eine Sattlerei, eine Schmiede, eine Stellmacherei, eine Tischlerei und eine Viehhandlung.

Orte im Dorf
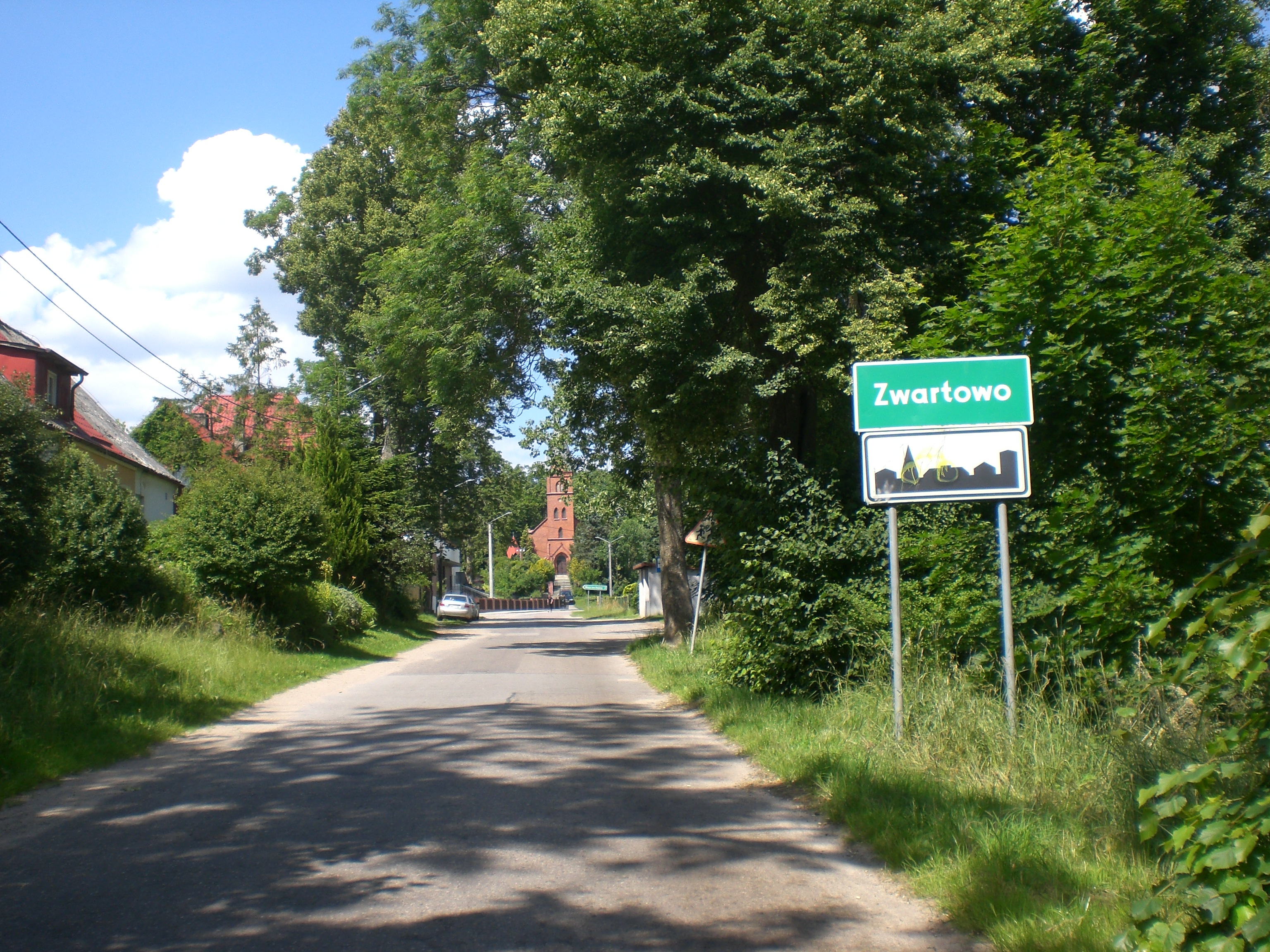
Ortseingang in Richtung Dorfkirche (2024)
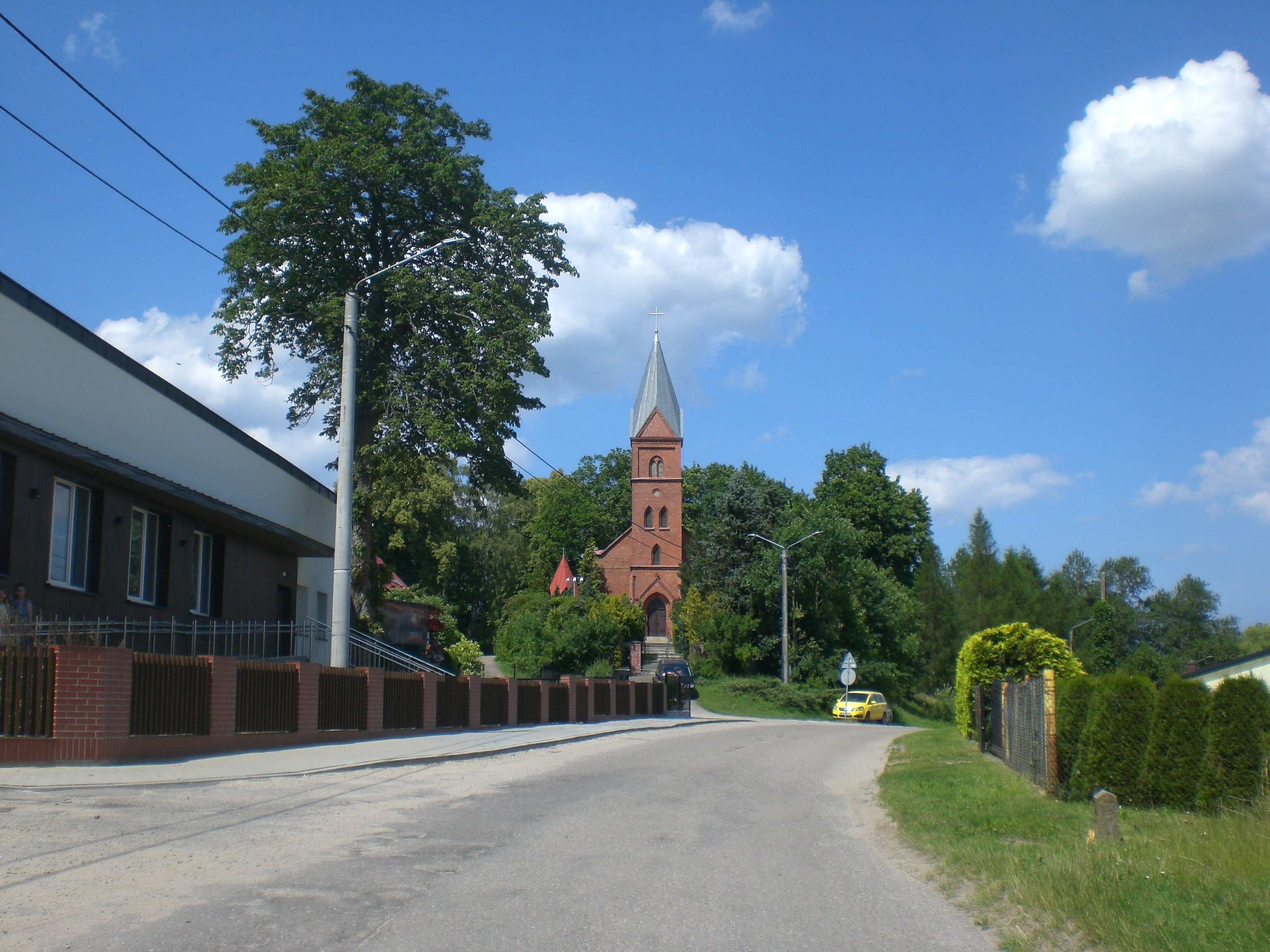
Dorfstraße  bei der Dorfkirche (2024)
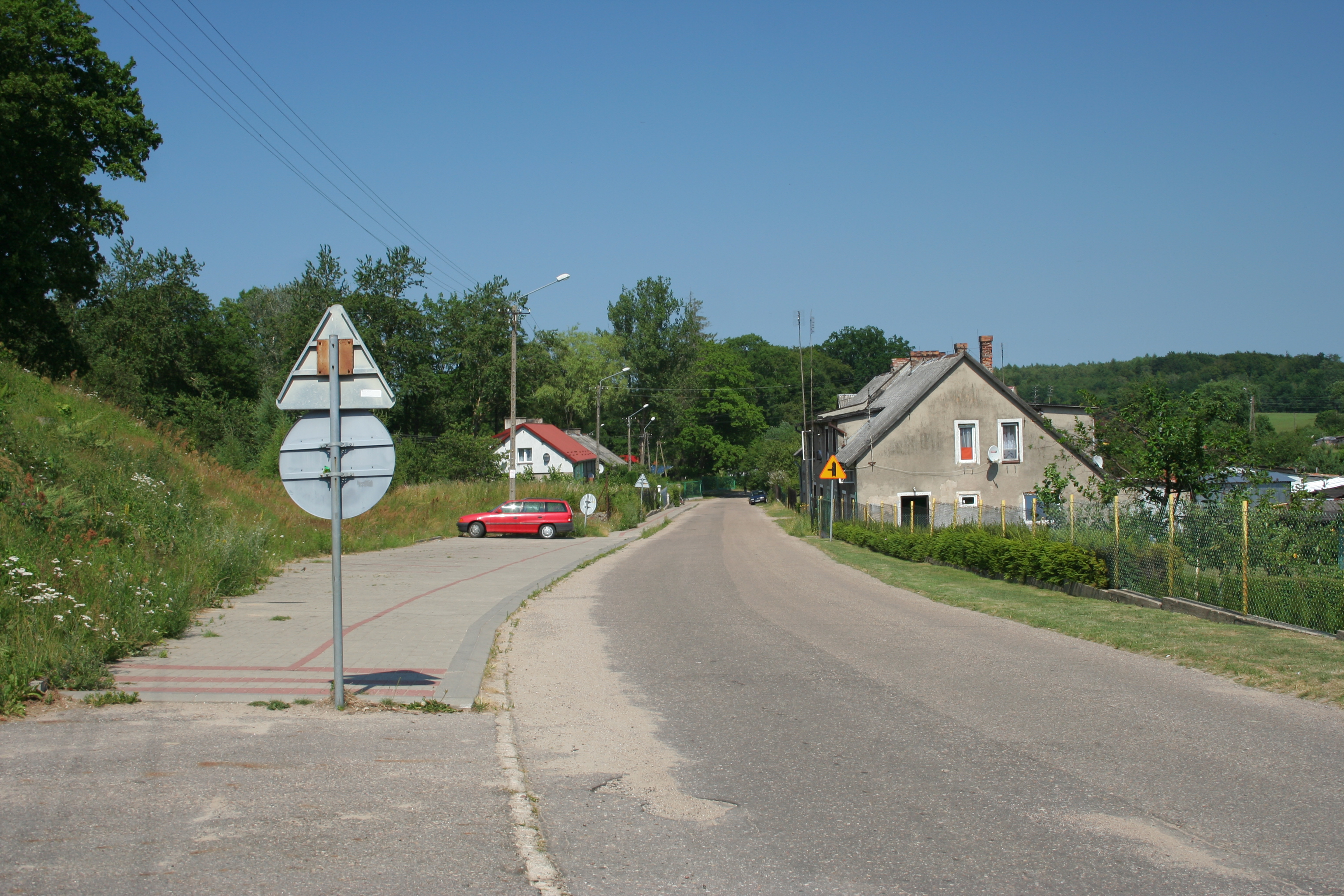
Wohnhäuser an der Dorfstraße (2010)

Bis 1945 bildete Schwartow eine Landgemeinde im Landkreis Lauenburg in Pommern im Regierungsbezirk Köslin der preußischen Provinz Pommern des Deutschen Reichs. Schwartow war Amtssitz des Amtsbezirks Schwartow.
Gegen Ende des Zweiten Weltkriegs besetzte im Frühjahr 1945 die Rote Armee die Region. Bald darauf wurde Hinterpommern zusammen mit Westpreußen und der südlichen Hälfte Ostpreußens von der Sowjetunion der Volksrepublik Polen zur Verwaltung überlassen. In Schwartow trafen danach polnische Zivilisten ein, von denen die einheimischen Dorfbewohner aus ihren Häusern und Wohnungen gedrängt wurden. Schwartow wurde unter der polonisierten Ortsbezeichnung ‚Zwartowo‘ verwaltet. In der darauf folgenden Zeit wurden die einheimischen Dorfbewohner von der polnischen Administration aus Schwartow vertrieben.

### Demographie
| Jahr | Einwohner | Anmerkungen                                                               |
| ---- | --------- | ------------------------------------------------------------------------- |
| 1818 | 168       | Kirchdorf, adlige Besitzung                                               |
| 1822 | 177       | Ortschaft mit den Vorwerken Brille und Fichtkaten sowie einer Wassermühle |
| 1852 | 473       | Dorf                                                                      |
| 1925 | 835       | darunter 793 Evangelische, zwanzig Katholiken und acht Juden              |
| 1933 | 897       | [ 9 ]                                                                     |
| 1939 | 806       | [ 9 ]                                                                     |

## Kirche

### Dorfkirche

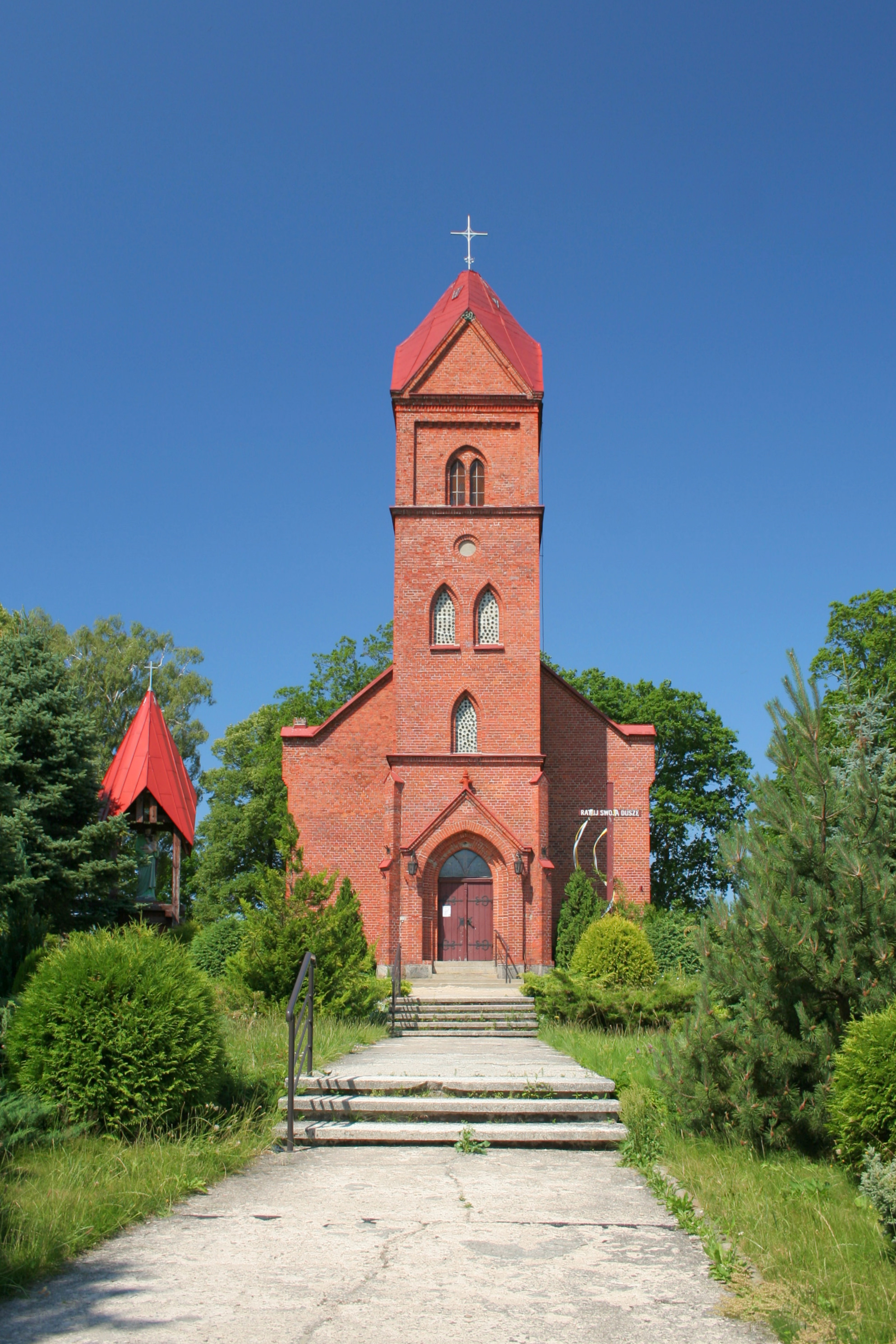
Dorfkirche (2010), bis 1945 Gotteshaus der evangelischen Gemeinde Schwartow

Nach dem Zweiten Weltkrieg wurde das evangelische Gotteshaus von der polnischen Administration zugunsten der Römisch-katholischen Kirche in Polen zwangsenteignet und vom polnischen katholischen Klerus ‚neu geweiht‘.

### Kirchspiel bis 1945
Die vor 1945 hier lebenden Dorfbewohner gehörten mit großer Mehrheit der evangelischen Konfession an. Das evangelische Kirchspiel war in Schwartow.
Das katholische Kirchspiel war in Lauenburg in Pommern.

### Polnisches Kirchspiel seit 1945
Die seit 1945 und Vertreibung der einheimischen Dorfbewohner anwesende polnische Einwohnerschaft ist größtenteils katholisch.
Hier lebende evangelische Polen sind dem Pfarramt in Stolp in der Diözese Pommern-Großpolen der Evangelisch-Augsburgischen Kirche in Polen zugeordnet, das eine gottesdienstliche Außenstation in Lauenburg i. Pom. unterhält.